# 4713 Steel
4713 Steel eller 1989 QL är en asteroid i huvudbältet som upptäcktes den 26 augusti 1989 av den australiensiske astronomen Robert H. McNaught vid Siding Spring-observatoriet. Den är uppkallad efter den brittiske astronomen Duncan Steel.
Asteroiden har en diameter på ungefär 6 kilometer och den tillhör asteroidgruppen Hungaria.